# Дубровино (Татарский район)
Дубро́вино — деревня в Татарском районе Новосибирской области. Входит в состав Новомихайловского сельсовета

## География
Площадь деревни — 147 гектаров.

## История
До 2011 года деревня входила в состав Новопокровского сельсовета.

## Население
| 2002 | 2007 | 2010 |
| ---- | ---- | ---- |
| 91   | ↘87  | ↘54  |

## Инфраструктура
В деревне по данным на 2007 год функционируют 1 учреждение здравоохранения и 1 учреждение образования.